# Meldaginakere, Jagalur
Meldaginakere là một làng thuộc tehsil Jagalur, huyện Davanagere, bang Karnataka, Ấn Độ.